# 台东鳞毛蕨
台东鳞毛蕨（学名：Dryopteris polita）为鳞毛蕨科鳞毛蕨属下的一个种。